# Snabbtåg

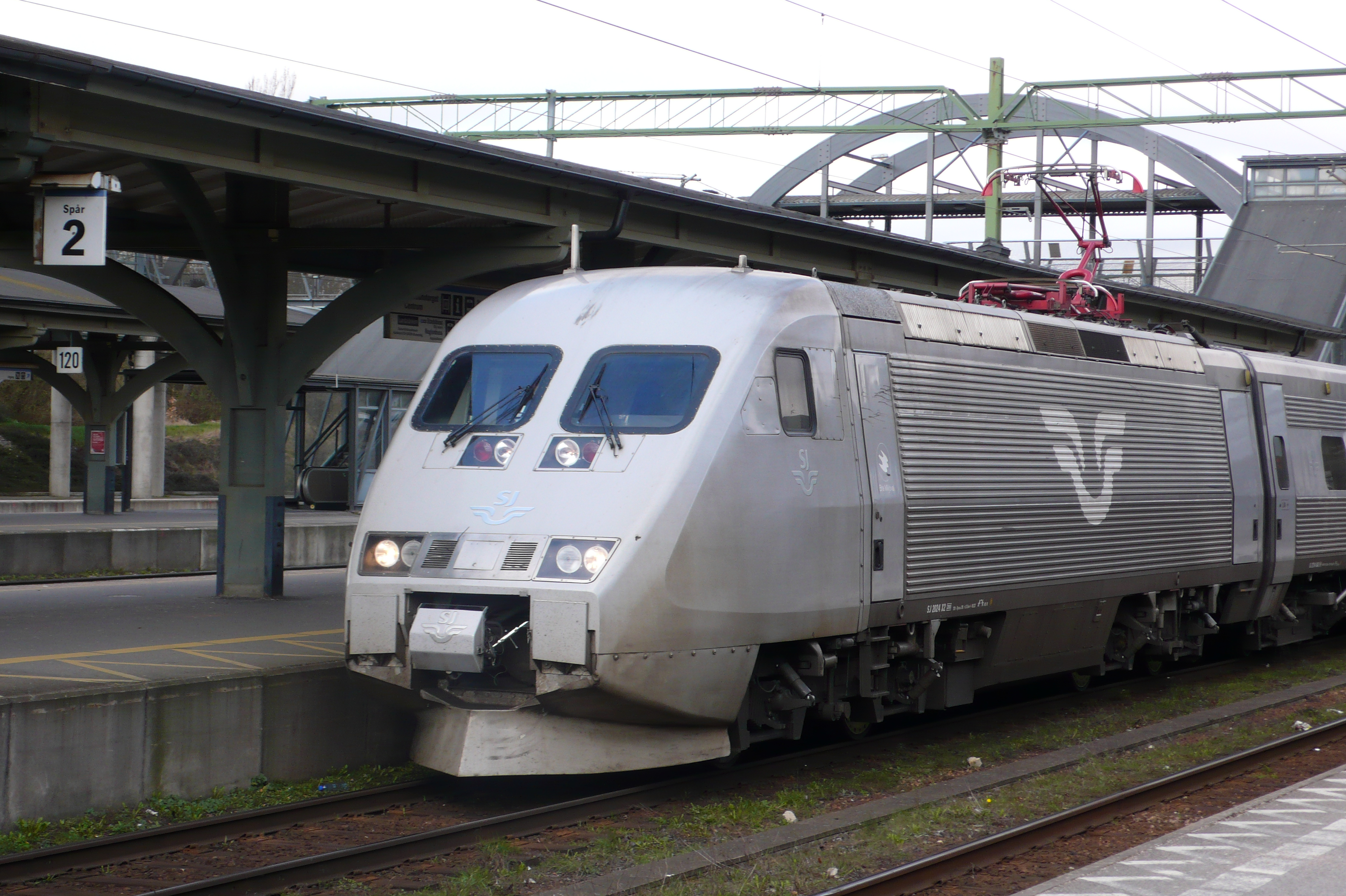
X 2000-snabbtåg på Lunds centralstation 2008.

Ett snabbtåg kallas ett persontåg som har en topphastighet om 200 till 250 km/h.[källa behövs] Tåg som har sin maxhastighet över 250 km/h brukar kallas för höghastighetståg.
Idag kallas de X 2000-tåg som trafikerar Sverige för snabbtåg. Förr i tiden kallades de snabbaste tågen expresståg och snälltåg (en äldre betydelse av ordet snäll är snabb). Före 1876 använde Statens Järnvägar beteckningarna snälltågslok, lok för blandade tåg och större eller mindre godstågslok; därefter införde man systemet att med Littera specificera vad för typ av lok det rörde sig om.
Expresståg är en äldre benämning för snabbare tåg. I Sverige marknadsfördes ett antal snabbare tåg framför allt under slutet av 1940-talet och under 1950-talet som expresståg. Det första svenska expresståget var GDG-expressen som introducerades 1947 med den, i ett nutida perspektiv, modesta topphastigheten 100 km/h. Ett annat välkänt expresståg var Göteborgaren. Idag brukar snabbare tåg som inte är X 2000 benämnas InterCity. Det finns InterCity i stora delar av Europa med olika standard beroende land.
I tyska användes förr benämningen schnellzug för snabbare tåg. Med tiden infördes Intercity och liknande benämningar och begreppet schnellzug förlorade en del av sin status. Efter en tid blev begreppet schnellzug ett begrepp för de lite sämre fjärrtågen. Idag benämns tyska snabbtåg Intercity express (ICE).

## Snabbtåg i andra länder
De första snabbtågen med topphastigheten 200 km/h eller däröver började rulla i Japan, Västtyskland och Frankrike redan under 1960-talet. De japanska snabbtågen (Shinkansen) rullade dock på separata, nybyggda höghastighetsbanor för enbart snabb persontrafik. De franska snabbtågen fick samsas med långsamma regional- och godståg på samma spår.
Under 1970-talet började såväl den franska (SNCF) som västtyska (DB) järnvägsförvaltningen att bygga nya höghastighetsbanor för 200 km/h eller däröver. Under början av 1980-talet började en ny generation snabbtåg med topphastigheten 260 km/h (TGV) att trafikera en bana från Paris och i en sydostlig riktning. Under början av 90-talet började även vissa stambanor i Tyskland att trafikeras med topphastigheter uppemot 280 km/h (ICE).
En trend är att snabbtågen i allt ökande utsträckning trafikerar internationellt. Ett exempel är snabbtågen mellan London och Paris och Bryssel och ett annat är mellan Stockholm och Köpenhamn. De nyaste är Paris-Stuttgart/Frankfurt och Bryssel-Amsterdam.

### Snabbtåg i Asien
Det första landet i världen som bedrev snabbtågstrafik i topphastigheter över 200 km/h var Japan. Redan 1964 öppnades snabbtågstrafiken på det nya Shinkansen-nätet. Till skillnad mot Japans gamla järnvägsnät hade det nya normalspårvidden 1435 mm.
Sydkorea och Kina expanderar sina snabbtågsnät.
Den dittills längsta snabbtågslinjen i världen invigdes i Kina den 25 december 2012. Den är 230 mil lång och går mellan huvudstaden Peking och provinsen Guangzhou i söder .

### Snabbtåg i Europa

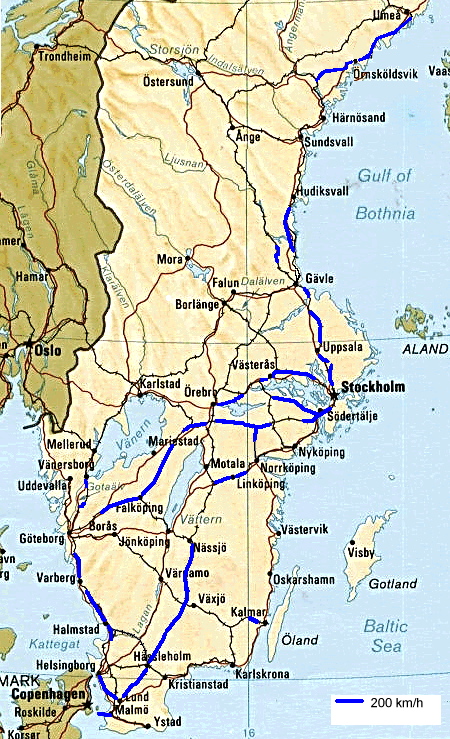
Banor med 200 km/h i Sverige (sent 2010)

Man brukar dela upp banor för snabba tåg i tre kategorier:
- ombyggnadssträckor (ty Umbaustrecken)
- utbyggnadssträckor (ty Ausbaustrecken, t.ex. dubbelspår, uträtade kurvor)
- nybyggnadssträckor (ty Neubaustrecken, dubbelspår, stora kurvradier, elektrifierade)

Om- och utbyggnadssträckor är ofta äldre banor, byggda på 1800-talet, men som anpassats för snabbtåg. Det finns ganska många sådana banor med 200 km/h, men få för högre hastighet, och ingen (år 2014) med över 250 km/h. Nya banor har byggts efter 1990, förutom i Frankrike där några byggts innan. Nybyggnadssträckor finns med topphastigheter upp till 320 km/h.
Även i Sverige har en ny generation snabba fjärrtåg växt fram, dock huvudsakligen på äldre banor. Redan under 1960-talet startade en utredning i Sverige hur den nationella industrin skulle kunna utveckla ett svenskt snabbtåg. Under mitten av 1980-talet tilläts tågen att på vissa avsnitt på sträckan mellan Stockholm och Göteborg köra i 160 km/h istället för tidigare 130 km/h. Under början av 1990-talet lanserades en ny generation svenska fjärrtåg (X2000) för hastigheter uppemot 200 km/h. I Sverige har en stor del av stambanorna i södra Sverige byggts om för 200 km/h, tack vare att dessa byggdes ganska raka på 1800-talet. Några nya banor har byggts i Sverige, dock går tågen fortfarande 2020 i 200 km/h som mest.
En del andra länder har satsat på utbyggnad av äldre banor, som ofta är relativt kurviga, normalt till 200 km/h. Förutom Sverige har det mest gjorts i Tyskland, Schweiz, Österrike, Finland och Storbritannien.
De statliga förvaltningarna i ett antal europeiska länder utreder utbyggnaden av nya banor. Ett EU-direktiv föreskriver minst 250 km/h som tillåten hastighet på alla nybyggda huvudlinjesträckor men detta direktiv är inte tvingande för Sverige. Höghastighetsbanor på kontinenten går till städer som är betydligt större än Malmö och Göteborg. I Sverige är Botniabanan samt mindre delar av södra stambanan byggd för 250 km/h. I ett antal länder som Polen och Rumänien är man på förplaneringsstadiet för banor för 250 km/h, men det kan dröja ett antal år innan byggstart sker.
I Danmark har man runt år 2010 tagit fram planer på nybyggnad av snabbjärnvägar. Fram till dess ansågs restiderna i stort sett vara acceptabla. Man vill få en bra restid Köpenhamn-Ålborg (3 timmar, drygt 1 timme snabbare än innan). Hastighetshöjningar till 200 km/h eller lite mer planeras och en del kurviga sträckor ska nybyggas, liksom den hårt belastade sträckan närmast Köpenhamn.
I Norge är problemet motsatt mot Danmark. Restiderna med tåg är långa, och flyget är ledande långväga transportmedel. Men kostnaderna blir höga och regionaltrafiken liten p.g.a. gles befolkning utanför Oslo-regionen. Höghastighetsbanor har diskuterats mycket, men tills vidare låter man flyget vara det enda snabba transportmedlet som medger tur och returresa samma dag. Dock pågår under 2010-talet bygge av snabbjärnvägar de närmaste milen från Oslo, mest tänkt för regionaltåg.

### Snabbtåg i Nordamerika
I USA finns snabbtåg endast i Nordost-korridoren mellan städerna Boston och Washington DC (73 mil). Under 1960-talet genomfördes höghastighetsprov på denna bana och under 1986 började snabbtåg dragna av svensk inspirerade AEM-7 lok att köra reguljärt i 201 km/h. Dessa lok är numera ersatta av de nyare Siemens ACS-64.  Under början av 2000-talet började en ny generation franskkonstruerade motorvagnar, benämnda Acela (baserade på franska TGV), att rulla. Acela är konstruerad för topphastigheten 240 km/h (150 mph).
Nya Siemens Charger diesel-elektriskt lok beställda och i tjänst vid bland annat Amtrak kan komma up i hastigheter omkring 200 km/h, men på grund av låga hastighetsbegränsningar på de flesta sträckor så kommer dessa hastigheter att sällan uppnås. 
Det finns flera höghastighetssträckor i USA som planeras att byggas. Ännu har dock inga höghastighetslinjer färdigställts.

### Snabbtåg i Sydamerika
Även i Sydamerika planeras för nya snabbtågslinjer. Mellan städerna São Paulo och Rio de Janeiro i Brasilien planeras för höghastighetståg sedan flera decennier.

## Exempel på snabbtåg
- X 2000
- Intercity express
- TGV
- Eurostar
- Thalys
- Pendolino